# Sassúnia

Expansão dos domínios Mamicônios. Sassúnia está ao sul

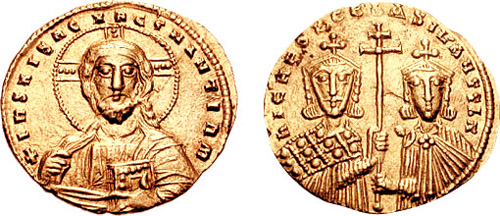
Histameno de r. e r.

Sassúnia (em armênio/arménio: Սասուն; romaniz.: Sasun), Sanasúnia (Սանասունք, Sanasunkʻ) ou Sanasunitas (em grego: Σανασουνῖται; romaniz.: Sanasounitai) foi um gavar (cantão) da província de Arzanena.

## História
Foi referido em grego apenas numa forma plural, permitindo a sugestão de que fosse território tribal sob seus próprios chefes ou é possível que seja a tradução literal do armênio ao grego. Sassúnia estava no vale médio do rio Arsânias e se centrava no castelo montanhoso de Sanasuno, a posterior vila de Sasun, e suas dependências. Se estendia através dos vales fluviais que levam ao sul das montanhas que margeiam a planície de Taraunitis (Muxe) ao sul. Seus vales formavam rotas lógicas de invasão apesar de sua dificuldade e apoiam a ideia de que Sassúnia era importante para proteger o país de uma invasão nessa direção, assim como protegeu o país de invasão através do passo de Bitlisse ao leste. Tinha 2 400 quilômetros quadrados.
No começo do século IX, Pancrácio II, filho de Asócio IV (r. 806–826), era senhor de Sassúnia. Com a captura de Pancrácio por governador árabe Iúçufe (r. 851–852) em 851 após sua revolta, os patrícios armênios enviaram encorajamento e ajuda para os sasúnios atacarem-no. Nos anos 890, aproveitando a guerra entre o rei Simbácio I (r. 890–914) e o sájida Maomé ibne Abi Alçaje (r. 889/890–901), o emir Amade invadiu a Armênia e conquistou Sassúnia. Depois disso, os senhores de Taraunitis, dinastas da dinastia Bagratúnio, continuaram a controlá-la até 967, quando rendem seu principado ao Império Bizantino sob o imperador Nicéforo II (r. 963–969).
Com a conquista bizantina, os Mamicônios retornam para Taraunitis, seu antigo domínio, ao menos no sul. Em 1058, Tornício Mamicônio repeliu os invasores turcos de Taraunitis e após a derrota bizantina na Batalha de Manzicerta em 1071, fundou a linha dos torníquidas de Muxe, que retém Taraunitis Maior com Arsamósata, Astianena e Sassúnia até serem expulsos pelos xás da Armênia em 1189/90.